# Jiro Barriga
Jiro Barriga Toyama (バリガ 外山 ジロ Bariga Toyama Jiro?, born 28 de abril de 1995) es un futbolista panameño con ascendencia japonesa y colombiana que juega como mediocampista en el Ichikawa SC.

## Trayectoria

### Juveniles y carrera universitaria
En su juventud, Barriga Toyama jugó para Chiba Prefectural Oihama High School  y fue parte de la academia juvenil de JEF United Chiba hasta 2013. En 2014, fue seleccionado entre los 28 finalistas de la ronda de Japón "Nike Chance". Se mudó a los Estados Unidos para asistir a Barton Community College, haciendo 25 apariciones y anotando 7 goles en dos temporadas para los Cougars. En 2015, se transfirió a la Universidad de la Costa del Golfo de Florida, donde jugó para los Eagles hasta 2016, anotando dos veces en 31 apariciones.

### Clubes Como Amateur
Barriga Toyama apareció para los Brooklyn Italians entre 2014 y 2015, y logró anotar un gol en la Copa Abierta de EE. UU. 2014 contra Jersey Express SC En 2016, hizo dos apariciones y marcó un gol para FC Wichita en la NPSL. En 2017, hizo diez apariciones en la PDL para K–W United FC. Regresó a la NPSL en 2018, haciendo una aparición para Laredo Heat.

### Forward Madison FC
Después de graduarse en 2018, Barriga Toyama se unió al Minnesota United FC a prueba durante la pretemporada de 2019. El 29 de enero marcó un triplete en un amistoso contra el FC Tucson. Minnesota United optó por no ficharlo, aunque el afiliado del club, Forward Madison FC, lo notó. El 5 de marzo de 2019, firmó con Madison y se unió a la temporada inaugural del club en la USL League One.

### Monterey Bay FC
El 1 de marzo de 2022, Barriga Toyama fue anunciado como nuevo jugador del equipo de la  USL Championship Monterey Bay. Su opción de contrato fue rechazada por el club al final de la temporada.

### Ichikawa SC
El 31 de marzo de 2023 fue anunciado como nuevo jugador del Ichikawa SC.

## Vida personal
Jiro Barriga nació en la Ciudad de Panamá, Panamá, de padre colombiano y madre japonesa. Se mudó a Japón a la edad de 2 años.

## Clubes
| Club               | País           | Año         |
| ------------------ | -------------- | ----------- |
| Brooklyn Italians  | Estados Unidos | 2014 - 2015 |
| FC Wichita         | Estados Unidos | 2016        |
| K-W United FC      | Canadá         | 2017        |
| Laredo Heat        | Estados Unidos | 2017        |
| Forward Madison FC | Estados Unidos | 2019 - 2021 |
| Monterey Bay FC    | Estados Unidos | 2022        |
| Ichikawa SC        | Japón          | 2023 - act. |